# Claude-Louis Navier
Claude-Louis Navier [klód lui navjé] (15. únor 1785, Dijon – 21. srpen 1836, Paříž) byl francouzský fyzik a technik, specialista na mostní konstrukce.

## Život
Roku 1802 začal studovat École polytechnique, o dva roky později pokračoval na École nationale des ponts et chaussées, kde absolvoval v roce 1806. V roce 1824 byl přijat za člena Francouzské akademie věd. Roku 1830 se stal profesorem na École Nationale des Ponts et Chaussées, roku 1831 na École polytechnique.

## Dílo
Roku 1821 formuloval matematicky teorii pružnosti (Navierova–Bernoulliho hypotéza). To vedlo k revoluci zejména v oblasti stavby mostů (sám navrhl konstrukci mostů v Choisy, Asnières, Argenteuil či lávky na Île de la Cité v Paříži). Roku 1822 odvodil pohybovou rovnici pro viskózní tekutinu. Nezávisle na něm tak učinil i George Gabriel Stokes, a tak se rovnice dnes nazývá Navierova–Stokesova. Je základním stavebním kamenem mechaniky tekutin. V roce 1826 definoval tzv. modul pružnosti.

## Ocenění
Je jedním ze 72 významných mužů, jejichž jméno je zapsáno na Eiffelově věži v Paříži. Roku 1831 získal titul rytíře Čestné legie.